# Берлин
Берлин (длсрп. Barliń) је главни и највећи град Немачке. Такође је једна од њених шеснаест држава. Са преко 3,5 милиона становника је најмногољуднији и са површином од 892 km² највећи град у земљи. Берлин је највећи град у Европској унији и центар шестомилионске метрополитанске регије Берлин/Бранденбург те агломерације која броји 4,6 милиона људи. Град је управно подељен на дванаест градских округа. Поред река Шпреје и Хафела, на којима град почива, на подручју града се налазе и бројни други, мањи, водени токови, као и бројна језера и шуме.
Поменут први пут у 13. веку, Берлин је кроз историју био седиште и главни град Маркгрофовије Бранденбург, Пруске и Немачког Рајха, кроз различите облике владавине кроз које су ови пролазили. Након 1949. град је подељен и источни део Берлина је de facto служио као главни град Источне Немачке. Падом берлинског зида и уједињењем Немачке 1990, Берлин је поново постао главни град целе Немачке, те следствено и седиште савезних институција државе, као што су влада, председник, Бундестаг и Бундесрат, бројна савезна министарстава и амбасаде, а која су се пре налазила у Бону.
Берлин је светски град културе, политике, медија и науке. Европско је саобраћајно чвориште и једно од најпосећенијих места на континенту. Спортске манифестације, универзитети, истраживачки центри и берлински музеји уживају међународни углед. Од преласка у други миленијум, град се развио у магнет за осниваче бизниса и фирми, креативне људе и имигранте. Архитектура, фестивали, ноћни живот и разнолики животни услови овог града су светски познати.

## Етимологија
Немачко име Берлин је германизовани облик словенског имена града. Лужичкосрпско име града Берлина је Барљин (длсрп. Barliń) или Брљин, и једна од теорија порекла имена је да потиче од великог броја баруштина (или брља) и кровињара облепљених блатом, које су постојале на подручју града у време његовог оснивања. Постоје и приче да је назив потекао од немачке речи Bär, што значи медвед.

## Географија
Берлин се налази на североистоку Немачке, у мочварној и шумовитој равничарској низији, која је део простране Средњоевропске низије (простире се од северне Француске до западне Русије). Берлин се налази на надморској висини од 34 m. Налази се на обали река Шпреја, Хафел и Даме. У предграђу Шпандау, на западу Берлина, Шпреја се улива у реку Хафел, која тече од севера ка југу кроз западни Берлин. Ток Хафела личи на ланац језера, од којих су највећа Тегел и Гросер Ванзе. У реку Шпреју, у горњем делу њеног тока, уливају се реке које истичу из већег броја језера, док Шпреја у источном Берлину протиче кроз језеро Велики Мигел.

### Клима
Према Кепеновој класификацији климата Берлин има умереноконтиненталну климу.
Лета су топла са средњом максималном температуром између 22 и 25 °C, и средњом минималном температуром у интервалу од 12 до 14 °C, док су зиме хладне са просечном највишом температуром од 4 °C и просечном најнижом температуром између -2 и 0 °C. Пролеће и јесен су обично прохладни. Центар Берлина поседује своју микроклиму, јер зграде задржавају топлоту. Због тога, температуре у граду могу бити и до 4 °C веће од температура у приградским областима.
Киша пада равномерно током целе године, а годишњи просек падавина је 570 mm. Иако лаке снежне падавине обично трају од децембра до марта, снежни покривач се не задржава дуго. Међутим, зима 2009/2010. је била изузетак, јер је снежни покривач био присутан од краја децембра до почетка марта.
| Клима Берлина                         | Клима Берлина | Клима Берлина | Клима Берлина | Клима Берлина | Клима Берлина | Клима Берлина | Клима Берлина | Клима Берлина | Клима Берлина | Клима Берлина | Клима Берлина | Клима Берлина | Клима Берлина |
| Показатељ \ Месец                     | .Јан.         | .Феб.         | .Мар.         | .Апр.         | .Мај.         | .Јун.         | .Јул.         | .Авг.         | .Сеп.         | .Окт.         | .Нов.         | .Дец.         | .Год.         |
| ------------------------------------- | ------------- | ------------- | ------------- | ------------- | ------------- | ------------- | ------------- | ------------- | ------------- | ------------- | ------------- | ------------- | ------------- |
| Апсолутни максимум, °C (°F)           | 15,2 (59,4)   | 18,6 (65,5)   | 25,1 (77,2)   | 30,9 (87,6)   | 33,2 (91,8)   | 35,0 (95)     | 37,9 (100,2)  | 37,7 (99,9)   | 34,2 (93,6)   | 27,5 (81,5)   | 19,5 (67,1)   | 15,7 (60,3)   | 37,9 (100,2)  |
| Средњи максимум, °C (°F)              | 2,9 (37,2)    | 4,2 (39,6)    | 8,5 (47,3)    | 13,2 (55,8)   | 18,9 (66)     | 21,6 (70,9)   | 23,7 (74,7)   | 23,6 (74,5)   | 18,8 (65,8)   | 13,4 (56,1)   | 7,1 (44,8)    | 4,4 (39,9)    | 13,4 (56,1)   |
| Просек, °C (°F)                       | 0,5 (32,9)    | 1,4 (34,5)    | 4,9 (40,8)    | 8,8 (47,8)    | 14 (57)       | 17 (63)       | 19,1 (66,4)   | 18,9 (66)     | 14,7 (58,5)   | 9,9 (49,8)    | 4,7 (40,5)    | 1,9 (35,4)    | 9,7 (49,5)    |
| Средњи минимум, °C (°F)               | −1,9 (28,6)   | −1,5 (29,3)   | −1,3 (29,7)   | 4,2 (39,6)    | 9,0 (48,2)    | 12,3 (54,1)   | 14,3 (57,7)   | 14,1 (57,4)   | 10,6 (51,1)   | 6,4 (43,5)    | 2,2 (36)      | −0,4 (31,3)   | 5,7 (42,3)    |
| Апсолутни минимум, °C (°F)            | −21,0 (−5,8)  | −26,0 (−14,8) | −16,5 (2,3)   | −6,7 (19,9)   | −2,9 (26,8)   | 0,8 (33,4)    | 5,4 (41,7)    | 4,7 (40,5)    | −0,5 (31,1)   | −9,6 (14,7)   | −16,1 (3)     | −20,2 (−4,4)  | −26,0 (−14,8) |
| Количина падавина, mm (in)            | 42 (16,5)     | 33 (13)       | 41 (16,1)     | 37 (14,6)     | 54 (21,3)     | 69 (27,2)     | 56 (22)       | 58 (22,8)     | 45 (17,7)     | 37 (14,6)     | 44 (17,3)     | 55 (21,7)     | 571 (224,8)   |
| Извор: World Weather, Погода и Климат |               |               |               |               |               |               |               |               |               |               |               |               |               |

## Политика Берлина

### Држава
Берлин је постао независна држава даном немачког реуједињења 3. октобра 1990. године, и једна је од три државе у Немачкој која је уједно и град (поред Хамбурга и Бремена).
Бивши Западни Берлин, је био држава од оснивања Западне Немачке 23. маја 1949. године, али је био ослоњен на западне војне савезнике, и није био технички део Западне Немачке. Источни Берлин је био главни град Источне Немачке од 1949. до 1990. године, што је било противно договору четири највеће силе.
Берлином управља извршни орган по имену Сенат Берлина, који се састоји од Градоначелника и 8 сенатора, који имају министарски статус. Градоначелник је представник државе Берлин. Тренутно, ово место припада Франциски Гифеј (СПД). Погледајте листу досадашњих градоначелника Берлина.
Градски и државни парламент се назива „Abgeordnetenhaus“ или кућа представника грађана.

### Градске општине
Берлин је подељен на 12 општина.
Свака општина има владу, коју чине пет министара и општински градоначелник (нем. Bezirksbürgermeister).
После административне реформе (2001), све берлинске општине чини укупно 97 локалних месних заједница (Ortsteile - део насељеног места) које су подељене на основу квартова града Берлина, његових села и руралних насеља кроз историју.

## Историја

### Први досељеници
Око 720. године два словенска племена, населила су Берлински регион. Хевелери су се населили крај реке Хафел, са њиховим главном насеобином Бренабором, касније названим као град Брандебург. Ближе реци Шпреји, у данашњој градској вароши Кепеник, населили су се Шпревани.
Хевелери су основали друго место поред реке Хафел око 750. Оно је тада било најближе данашњем Берлину, и звало се Шпандов (данашњи Шпандау). Шпандау и Кепеник, заштићени зидинама око 825, су биле главне насеобине све до 11. века.
Претпоставља се да име Берлин долази од полапске речи за мочвару.

### Берлин и Келн
Берлин је један од најмлађих европских градова, који је основан у 12. веку. Град се састојао од два насеља, Берлина и Келна (Köln), на обе стране реке Шпреје, у данашњем насељу Мите (Mitte — средина, центар). Келн се први пут помиње у документима 28. октобра 1237, а Берлин 1244. Градски центар изгорео је 1830, када је уништено велики број списа из тадашњег времена. Оба насеља су формирала трговачку унију 1307, и партиципирала у Ханзи. Њихово јединство трајало је око 400 година, све док се Келн и Берлин нису ујединили под именом Берлин 1709, укључујући и приградска насеља Фридрихсвердер, Доротенштад и Фридрихсштад.
Није остало много трагова од ових некадашњих насеља, али неки се могу видети у Николаифиртелу поред Ротес Ратхаус (Црвена Скупштина) и Клостеркирхе (Клостер цркве) поред Александерплаца.

### Урбанизам између 15. и 17. века
Прва градска палата је грађена поред обале реке Шпреје од 1443. до 1451. У то време Берлин-Келн је имао око осам хиљада становника. 1576. бубонска куга је убила око 4000 људи у граду. Током Тридесетогодишњег рата (1618—1648), број становника у Берлину је опао са 10.000 на 6.000. Године 1640, Фридрих Вилхелм преузео је власт у Брандебургу. Током његове владавине, Берлин је достигао 20.000 становника и постао значајан централноевропски град. Булевар са шест редова дрвећа је постављен између парка Тиргартен и Палате 1647. године. Булевар је назван Унтер ден Линден. Неколико година касније, конструисан је Доротенштад на северозападу реке Шпреја — на Шпре острву где се налазила Палата. Од 1688. Фридрихсштад је изграђен и насељен.

### Пруска
Дана 18. јануара 1701, Фридрих III је крунисан као краљ Фридрих I од Пруске, који је Берлин прогласио за главни град Пруске.
Године 1709, Берлин-Келн се заједно са Фридрихсвердером, Доротенштатом и Фридрихштатом ујединио под именом Берлин са 60.000 становника.

### Вајмарска република и Трећи рајх
Берлин је био седиште пруских краљева. Број становника Берлина није напредовао током 19. века, нарочито када је постао престоница Немачког царства (1871). Био је главни град Немачке Вајмарске Републике и када је Немачка била нацистичка. Алберт Шпер је био Хитлеров главни архитекта, који је направио велике планове за преуређење Берлина. Након замишљене нацистичке победе у рату, нови и преуређени Берлин требало је да добије име Главни град света Германија.
На месту где се Рајхстаг данас налази, планирано је да се направи Велика Дворана, 250m висока и седам пута већа од Базилике св. Петра у Риму. У њу би могло да стане 170.000 људи, а они који су је планирали, говорили су да би се из ње могло управљати облацима и кишом. Планирана је Авенија Победе широка 23 m а дугачка 56 km. На другом крају, требало је да се направи нова железничка станица, а поред ње аеродром Темпелхоф.
Данас је само неколико грађевина преостало из нацистичког периода: интернационални аеродром Темпелхоф, Олимпијски Стадион, и улична расвета на неколико места у граду. Хитлерову Канцеларија рајха су уништили Совјети, а остаци су послужили да се направи Совјетски меморијални центар у Трептовер парку у Берлину.

### Подељени град
Пред крај Другог светског рата, Берлин је био значајно оштећен савезничим бомбардовањима и уличним борбама. Велики Берлин је подељен у четири сектора од стране Савезника, Лондонским протоколом (1944): 
- САД, (обухватао општине: Нојкелн, Кројцберг, Темпелхоф, Шенеберг, Штеглиц, Целендорф;
- Уједињено Краљевство, (обухватао општине: Тиргартен, Шарлотенбург, Вилмерсдорф и Шпандау);
- Француску, (обухватао општине: Вединг и Рајникедорф);
- Совјетски Савез, (обухватао општине: Мите, Пренцлауер берг, Панков, Вајсензе, Фридрихсхајн, Лихтенберг, Трептов и Кепеник.

Берлин је био смештен усред совјетске окупационе зоне Немачке и постао природна тачка супротстављених страна у Хладном рату. Када је 26. јуна отпочела Стаљинова Берлинска блокада, западни савезници су Западни Берлин снабдевали ваздушним мостом (die Luftbrücke).
Берлински совјетски сектор, Источни Берлин, је постао главни град источне Немачке, када је формирана од Совјетске окупационе зоне у октобру 1949. Западна Немачке је формирана 23. маја 1949. од америчке, британске, и француске зоне, главни град је био Бон. 13. августа 1961. подигнут је Берлински зид, раздвојивши Западни Берлин од Источног и остатка Немачке.
Шездесетих година 20. века, Западни Берлин је био центар европских студентских протеста.

### Поновно уједињење
Берлински зид је пробијен 9. новембра 1989. У периоду око Немачког уједињења 3. октобра 1990, зид је скоро потпуно срушен. Остали су мали делови, који највише служе као подсетници и туристичке атракције. Немачки Бундестаг је јуна 1991. изгласао одлуку да главни град Немачке уместо дотадашњег Бона буде Берлин. Министри и владина администрација су се у Берлин преселили 1997/1998.

## Демографија
Према попису из 2023. било је 3.782.202  становника. У Берлину живи 778.420  људи који су мигрирали из европских или ваневропских држава (2020).
| Година       | 1750    | 1815    | 1852    | 1871    | 1890      | 1900      | 1910      | 1920      | 1933      | 1939      | 1945      |
| ------------ | ------- | ------- | ------- | ------- | --------- | --------- | --------- | --------- | --------- | --------- | --------- |
| Становништво | 113.289 | 197.717 | 438.958 | 826.341 | 1.578.794 | 1.888.848 | 2.071.257 | 3.879.409 | 4.221.024 | 4.330.640 | 3.064.629 |

| Година       | 1950      | 1960      | 1970      | 1980      | 1990      | 2000      | 2010      | 2020      | 2022      |
| ------------ | --------- | --------- | --------- | --------- | --------- | --------- | --------- | --------- | --------- |
| Становништво | 3.336.026 | 3.274.016 | 3.208.719 | 3.048.759 | 3.433.695 | 3.382.169 | 3.460.725 | 3.664.088 | 3.755.251 |

## Привреда
У 2018. БДП Берлина износио је 147 милијарди евра, што је повећање од 3,1% у односу на претходну годину. У берлинској економији доминира услужни сектор, са приближно 84% свих предузећа која се баве услугама. У 2015. години, укупна радна снага у Берлину била је 1,85 милиона. Стопа незапослености достигла је најнижи ниво од 24 године у новембру 2015. на 10,0%. Од 2012. до 2015. Берлин је имао највећу годишњу стопу раста запослености као немачка држава. Током овог периода отворено је око 130.000 радних места.

### Туризам
Највећи број гостију или око 60% посети Берлин током летње сезоне. Највећи број ноћења туриста остварују гости из Немачке. Велики број посетилаца долази и из Италије, САД, Шпаније, Велике Британије, Швајцарске, Француске, Холандије и Русије. Последњих година посебно су повећана ноћења гостију из источноевропских земаља. Берлин је 2017. имао око 31,2 милиона ноћења.

## Архитектура
- Берлински телевизијски торањ — висок 368 m, саграђен 1969. близу Алексанерплаца. Са његове осматрачнице, високе 104 m, се може видети цео град.

- Unter den Linden
- Берлински телевизијски торањ (везе]
- Берлин центар

## Наука и образовање

### Универзитети
У Берлину је концентрисан велики број научних и истраживачких установа. У зимском семестру 2012/13 године је на укупно тридесет и једном универзитету и високој школи, међу којим 4 факултета уметности, студирало око 160.000 студената. На четири највећа берлинска универзитета од овог укупног броја, студира око 100.000 студената (стање: ЗС 2008/2009).
То су Хумболтов универзитет са око 27.000 студената (без универзитетске болнице Шарите), Слободни универзитет у Берлину са око 31.500 студената (искључујући Шарите), Технички универзитет у Берлину са око 27.000 студената, те Универзитет уметности Берлин са око 4500 студената. На универзитетској клиници Шарите, коју сачињавају факултети медицине Хумболтовог и Слободног универзитета у Берлину, студира још 7200 студената. Осим поменутих, у Берлину постоји и велики број приватних универзитета и других високошколских установа.
Као већ напоменуто, медицински факултети Хумболтовог универзитета и Слободног универзитета у Берлину су 2003. године спојени у универзитетску болницу „Шарите“, чиме је ова постала највећи медицински факултет у Европи.
У оквиру „иницијативе за изузетност“ (нем. Exzellenzinitiative), програма немачке државе и покрајина за поспешивање науке и истраживања, Хумболтов универзитет и Слободни универзитет у Берлину су у тростепено критерисаном оцењивању позитивно оцењени, чиме су оба универзитета понела титуле „елитног универзитета“ и ушла у круг 11 најпрестижнијих немачких универзитета од 108 колико их је укупно у земљи.

## Култура
Најпознатија грађевина у свету а истовремено и обележје Берлина је Бранденбуршка Капија. Друге грађевине познате изван Немачке су Рајхстаг, Телевизијски торањ и Колона Победе.
Симбол на грбу Берлина је медвед. Берлински медведи-другари Buddy Bears који су били креирани 2001.године важе данас као неофицијелни симбол модерног, отвореног Берлина, који, како је Бан ки-Мон рекао „у свету преносе поруку хармоније и мира”.

### Филм
- Deutsche Filmakademie / Deutscher Filmpreis
- European Film Academy / Европске филмске награде
- Venus Award
- Prix Europa

### Музеји
- Музејско острво на коме се налазе Стари музеј (Altes Museum), Музеј Пергамон (Pergamonmuseum) и Стара национална галерија (Alte Nationalgalerie)
- Немачки музеј технологије
- Немачки историјски музеј
- Музеј поште и телекомуникација
- Нова национална галерија, једно од последњих дела Лудвиг Миес ван дер Рохеа
- Стара национална галерија, 19. век — слике и скулптуре
- Јеврејски музеј
- Хамбуршка железничка станица
- Музеј европске културе
- Берлинска државна галерија
- Музеј Баухаус
- Broehan Museum
- Немачки музеј филма
- Бергруенска колекција (Пикасо и његово доба)
- Берлинска галерија слика
- Природњачки музеј
- Музеј саобраћаја и технике
- Музеј историје медицине
- Документациони центар Берлинског зида[38]
- Пруске палате и паркови у Берлину
- Музеј Штазија
- Музеј фотографије
- Музеј будућности (Futurium)

### Позоришта
- Schaubühne
- Volksbühne
- Немачко народно позориште
- Берлински ансамбл
- Позориште запада
- Grips-позориште
- Позориште Максим Горки
- Ренесансно позориште
- Friedrichstadt-Palast

- Grips-позориште
- Позориште запада (Theater des Westens)
- Friedrichstadt-Palast
- Немачко народно позориште

### Опере
- Немачка опера
- Градска опера Унтер ден Линден
- Комична опера

### Клубови
Берлин има репутацију престонице која нуди свакодневни ноћни живот, са мноштвом клубова отворених до свитања широм града.
(2025)
| - Aeden - Berghain - Cassiopeia - Club der Visionäre - Golden Gate - Hoppetosse - Klunkerkranich | - Kitkat Club - Ma Baker Club - Matrix - Paloma - Ritter Butzke - RSO | - Sage Beach - SO36 - Soda Club Kulturbrauerei - Sisyphos - Tresor - Der Weisse Hase Club |

### Зоолошки вртови
Берлински зоолошки врт, старији од два зоо-врта, смештен у центру града, је основан 1844. године, и данас се сматра за најбогатију збирку различитих живих врста на свету. Између осталог, био је дом поларном медведу Кнуту, који је у њему и рођен, децембра 2006.
Други берлински зоо-врт, Тирпарк, основан 1955. године у парку историјског замка Фридрихсфелде у предграђу Лихтенберга као зоолошки врт Источног Берлина. По својој површини је највећи зоолошки врт у Европи. У односу на Берлински зоолошки врт поседује већу збирку рептила.

## Спорт
- 1936. године. Берлин је био домаћин Летњим олимпијским играма.
- Берлин је учествовао у организацији Светског првенства у фудбалу 2006.
- Берлин је 2009. организовао Светско првенство у атлетици.

- Олимпијски стадион у Берлину
- Отворено првенство Њемачке у тенису за жене
- ФК Унион Берлин
- КК АЛБА Берлин

## Привреда

### Јавни градски саобраћај
- U-Bahn — систем подземног метроа
- S-Bahn — првенствено надземни метро систем
- Берлинска главна железничка станица
- Tram/Straßenbahn, трамвајски систем. Нарочито распрострањен у источном делу
- Аутобуски саобраћај
- Фериботи

### Аеродроми
Од 2020. године аеродром Берлин-Бранденбург (BER) је једини комерцијални аеродром у Берлину. Након отварања новог међународног аеродрома затворени су међународни аеродроми Тегел (TXL) и Шенефелд (SXF).
Берлински аеродром, Темпелхоф (THF) затворен је 2008. године.

### Луке
- Westhafen (Западна лука) — највећа лука у Берлину 173000 m², за пшеницу и тешка добра.
- Südhafen (Јужна лука) — површине од око 103000 m², за пшеницу и тешка добра.
- Berlin Osthafen (Источна лука) — површине 57500 m², и даље у употреби, али је део под реконструкцијом.
- Hafen Berlin Neukölln (Лука Нојкелн) — са само 19000 m², најмања лука, за грађевинске материјале.

## Партнерски градови
Берлин је побратимљен са следећим градовима:
| - Лос Анђелес (Калифорнија, САД), од 27. јуна 1967. - Париз (Француска), од 2. јула 1987. - Мадрид (Шпанија), од 4. новембра 1988. - Истанбул (Турска), од 17. новембра 1989. - Москва (Русија), од 12. новембра 1990. - Варшава Пољска), од 12. августа 1991. - Будимпешта (Мађарска), од 14. децембра 1991. - Брисел (Белгија), од 1. јуна 1992. - Џакарта (Индонезија), од 22. априла 1992. | Ташкент ( Узбекистан ), од 30. априла 1993 . Мексико Сити ( Мексико ), од 1. септембра 1993 . Пекинг ( Кина ), од 5. априла 1994 . Токио ( Јапан ), од 14. маја 1994 . Буенос Ајрес ( Аргентина ), од 19. маја 1994 . Праг ( Чешка ), од 10. јуна 1995 . Виндхук ( Намибија ), од 6. јула 2000 . Лондон ( Уједињено Краљевство ), од 10. октобра 2000 . |